# Липно
Липно (пол. Lipno, нем. Leipe) — город в Польше, входит в Куявско-Поморское воеводство, Липновский повет. Имеет статус городской гмины. Занимает площадь 10,88 км². Население — 19 872 человека (на 2006 год).

## Уроженцы
- Пола Негри (1897—1987) — актриса.